# Olof Östblom
Olof Östblom, född 2 december 1978, uppvuxen i Valbo, Gästrikland, är en svensk ishockeytränare som har tränat Brynäs IF och Valbo AIF:s herrlag. 
Under säsongen 2007/2008 tillförordnades Östblom och Thomas Thelin som huvudtränare i Brynäs IF efter att Leif Boork hade avgått den 22 oktober 2007. Laget slutade på 12:e plats i grundserien efter säsongen och fick därmed spela i kvalserien. Östblom fick sparken i mars 2008 och efterträddes av den person som han själv hade efterträtt i oktober 2007, nämligen Leif Boork.
Olof Östblom var den yngste tränaren i Elitserien under säsongen 2007/2008. Han har också varit assisterande tränare för damkronorna under tiden Leif Boork var huvudtränare. Han har också varit landslagschef för dam- och herrlandslaget. Sedan 2022 är han VD för Högbo bruk i Sandviken.